# Rick Laird
Rick Laird (Dublin, 5 februari 1941 – New City (New York), 4 juli 2021) was een bassist en jazzmusicus. Hij had al vanaf jonge leeftijd veel interesse in muziek, en groeide op met veel verschillende invloeden. Hij ging op piano en gitaarles, maar vond zijn uiteindelijke draai toen hij naar Nieuw-Zeeland verhuisde met zijn vader en de jazz ontdekte.
Na omzwervingen via Engeland en Australië kwam Laird in de Verenigde Staten terecht, en speelde met veel kopstukken uit de jazzwereld (onder andere Chick Corea en Buddy Rich) en in het Mahavishnu Orchestra. Hij speelde basgitaar en componeerde ook zelf stukken.
Later werkte hij samen met Jan Hammer en Hall & Oates, vervolgens werd hij fotograaf.
Laird overleed op 80-jarige leeftijd aan longkanker.